# Li Han-hsiang
Li Han Hsiang, també conegut com Lee Hon Cheung (李翰祥. cantonès: Lei Hon Cheung, mandarí: Lǐ Hàn Xiáng) era un dissenyador, director, productor i guionista cinematogràfic xinès, nascut en Jinxi (Huludao) el 7 de març de 1926 i mort en Pequín el 17 de desembre de 1996.

## Biografia
Després d'estudiar pintura a Pequín i interpretació a Xangai, Li va arribar a Hong Kong el 1948 per treballar com a decorador, director artístic i actor. Després d'una sèrie de papers secundaris i diversos oficis en escena, va debutar com a director en solitari amb la pel·lícula Blood in Snow, també coneguda com Love's Elegy en 1954, un drama musical al servei de Teresa Li. En 1956 és contractat per Shaws Company (després rebatejada Shaw Brothers), per als quals va dirigir la primera pel·lícula en color, The Kingdom and the Beauty, i una sèrie de drames d'època que van donar gran prestigi a l'estudi i bones xifres en taquilla. Va ser guardonat amb el Golden Horse Award a la Millor Direcció per Love Eterne i el Gran Premi Tècnic del Festival Internacional de Cinema de Canes per Yang Kwei Fei, the Magnificent Concubine. En 1963 Li va marxar a Taiwan fundant l'estudi Grand Motion Picture Co., Ltd. a la recerca de major llibertat creativa; aquest any va ser guardonat amb un segon Golden Horse Award per Hsi Shih: Beauty of Beauties. No obstant això va acabar tornant a Shaw en 1972 amb The Warlord. En aquesta segona època es va especialitzar en comèdies eròtiques d'època, a les quals atorgava sempre el seu toc de distinció. En 1983 va dirigir a la Xina continental la pel·lícula en dues parts Burning of Imperial Palace i Reign Behind a Curtain, que van significar el debut de Tony Leung Ka Fai. Estava filmant un "remake" de Palace Efang on Fire quan va morir d'un infart el 1996.

## Filmografia
| - 1956: Beyond the Blue Horizon - 1956: Red Bloom in the Snow - 1957: He Has Taken Him for Another - 1957: A Mellow Spring - 1957: Little Angel of the Streets - 1957: Lady in Distress - 1957: A Mating Story - 1958: The Blessed Family - 1958: Dan Fung Street - 1958: The Angel - 1958: Diau Charn - 1958: The Adventure of the 13th Sister - 1959: Love Letter Murder - 1959: The Kingdom and the Beauty - 1959: Rear Entrance - 1960: The Enchanting Shadow, en competició al 13è Festival Internacional de Cinema de Canes - 1960: The Pistol - 1962: The Magnificent Concubine, Grand Prix de la Commission Supérieure Technique al 15è Festival Internacional de Cinema de Canes - 1963: The Adulteress - 1963: Wu Ze Tian, en competició al 16è Festival Internacional de Cinema de Canes - 1963: The Love Eterne - 1963: Seven Fairies - 1963: Return of the Phoenix - 1964: The Coin - 1964: Trouble on the Wedding Night - 1964: Beyond the Great Wall - 1965: Beauty of Beauties - 1965: Dodder Flower - 1966: The 14th Daughter of Hsin Family - 1967: Commander Underground - 1968: Love Is More Intoxicating Than Wine - 1968: The Dawn - 1969: The Winter - 1970: Four Moods - 1970: A Tale of Ghost and Fox - 1971: The Story of Ti-Ying - 1971: Legends of Cheating - 1972: Legends of Lust - 1972: The Warlord - 1972: The Admired Girl - 1972: Cheating in Panorama | - 1973: Facets of Love - 1973: Tales of Larceny - 1973: The Happiest Moment - 1973: Illicit Desire - 1973: Cheat to Cheat - 1974: Sinful Confession - 1974: Scandal - 1974: The Golden Lotus - 1975: Forbidden Tales of Two Cities - 1975: The Empress Dowager - 1975: That's Adultery! - 1976: Love Swindler - 1976: Crazy Sex - 1976: Wedding Nights - 1976: The Last Tempest - 1977: The Mad Monk - 1977: The Dream of the Red Chamber - 1977: The Adventures of Emperor Chien Lung - 1977: Moods of Love - 1978: Hello Sexy Late Homecomers - 1978: The Voyage of Emperor Chien Lung - 1978: Sensual Pleasures - 1979: Return of the Dead - 1979: The Ghost Story - 1979: The Scandalous Warlord - 1980: Emperor Chien Lung and the Beauty - 1980: The Tiger and the Widow - 1982: Tiger Killer - 1982: Passing Flickers - 1982: The Emperor and the Minister - 1983: Reign Behind a Curtain - 1983: The Burning of the Imperial Palace - 1983: Take Care, Your Majesty! - 1986: The Last Emperor - 1988: Snuff Bottle - 1989: The Empress Dowager - 1991: Dun Huang Tales of the Night - 1991: The Golden Lotus "Love and Desire" - 1991: Madame Bamboo - 1994: The Amorous Lotus Pan - 1994: Lover's Lover |